# 潮州裔臺灣人
臺灣潮州人，為臺灣漢族的一支，是臺灣的一個文化認同已經消失的群體，指祖籍為清代潮州府地區，本屬潮州民系移民來臺的漢人，現今已徹底融入閩南民系或客家民系當中。

## 歷史
臺灣潮州人分散在臺灣西部各地，因為清代臺灣歷史上的閩粵不合，所以在當時，臺灣潮州人所講的潮州話，雖然跟福建省的閩南語泉漳話系出同源，但兩者亦是有差異的言語，本身也是粵人粵籍而被泉州人、漳州人敵視並肇生族群不合。所以在清代的臺灣潮州人，有時也跟同屬粵籍的另一族群，也就是潮州客家人甚至是惠州、嘉應客家人，一起互相合作，脣齒相依，以抵抗泉州人與漳州人入侵家園。
原本在清代的臺灣潮州人因所使用的潮州話，因為與同屬古代閩南民系的泉州人、漳州人的閩南語泉漳話有親緣關係，而後到了台灣日治時期（1895年－1945年間），被日本人歸類為「福建種族」。現今，臺灣潮州人宥於世代居住的聚落周圍之客家族群、漳泉族群同化而產生客家民系、閩南民系的殊異認同，只有地名上，仍還留下吉羊崙（揭陽崙）、潮洋厝（潮陽厝）、惠來厝、普令厝（普寧厝）、程海厝（澄海厝）、潮州寮、潮州庄等潮州式地名。
除了屏東縣潮州鎮以外，今高屏地區，在六堆外的許多「六堆附堆」庄頭，如八老爺、力社、佳佐、林後、苦瓜寮、四塊厝、崁頂、新、九塊厝（位於今九如鄉）、上武洛、下武洛（位於今里港鄉）、手巾寮、楠仔仙（位於今六龜區）、茄苳（今鹽埔鄉洛陽村）、鹽樹（今高樹鄉鹽樹村）等庄頭中，頗多先祖為原本就講潮州話的臺灣潮州人，所以加入六堆客家聯盟，成了「六堆附堆」庄頭。這些「附堆」，地理位置同樣也和「六堆客家庄」唇齒相依，共同保鄉衛土。但到今日，這些附堆庄頭的臺灣潮州人後裔，很多被形勢所迫，改為認同自己是講屬於泉漳片的臺灣閩南語，有些則改講南四縣腔的客家語。
然而，「附堆」村莊如海豐、佳佐庄，在文獻中，與六堆客莊之間亦存在粵人族群內部之爭端衝突。其餘粵庄，如八老爺庄，未有資訊證實潮州裔祖居的潮州府縣份及村落，現有文獻實際走訪當地氏族，已指出八老爺庄存在河洛人柯、楊兩姓及泉州府晉江縣賴姓宗族，並非客庄，亦無訪得當地氏族任何潮州來源。因此，此種缺乏文獻證實之潮州庄，很有可能只是尋常的漳泉裔村庄，且庄內漳泉裔放棄祖輩口音轉為現使用腔調。
早在明末清初，廣東潮汕地區也是鄭成功家族糧餉和兵員的主要來源地之一，鄭氏攻占安平之後，還從閩粵沿海招募移民開發土地。由是，蘇浙閩粵來源的軍民在鄭氏治下並存，例如臺南市境內善化區小新營的潮州府潮陽縣湯姓、漳州府漳浦縣李姓、江寧府上元縣吳姓宗族，以及永康區埔姜頭的溫州府樂清縣張姓宗族、高雄市路竹區蔡文的處州府龍泉縣蔡姓宗族、雲林縣大埤鄉埔姜崙的寧波府鄞縣沈光文後人沈姓宗族。
此外，臺灣潮州人又可指1949年金門爆發古寧頭戰役，當時參加此役的士兵有大約一、兩萬人是胡璉將軍從潮州揭陽、潮安的招募的青壯年，後來移防到臺灣本島後陸續退伍，一部份定居高雄。但許多已混入於使用中華民國國語的臺灣外省人之間，較難察覺。
| 地區         | 臺灣本島及澎湖群島 | 屏東潮州 |
| 居民（千人） | 134.8              | 2.2      |
| 比率         | 3.6%               | 29.7%    |

## 信仰

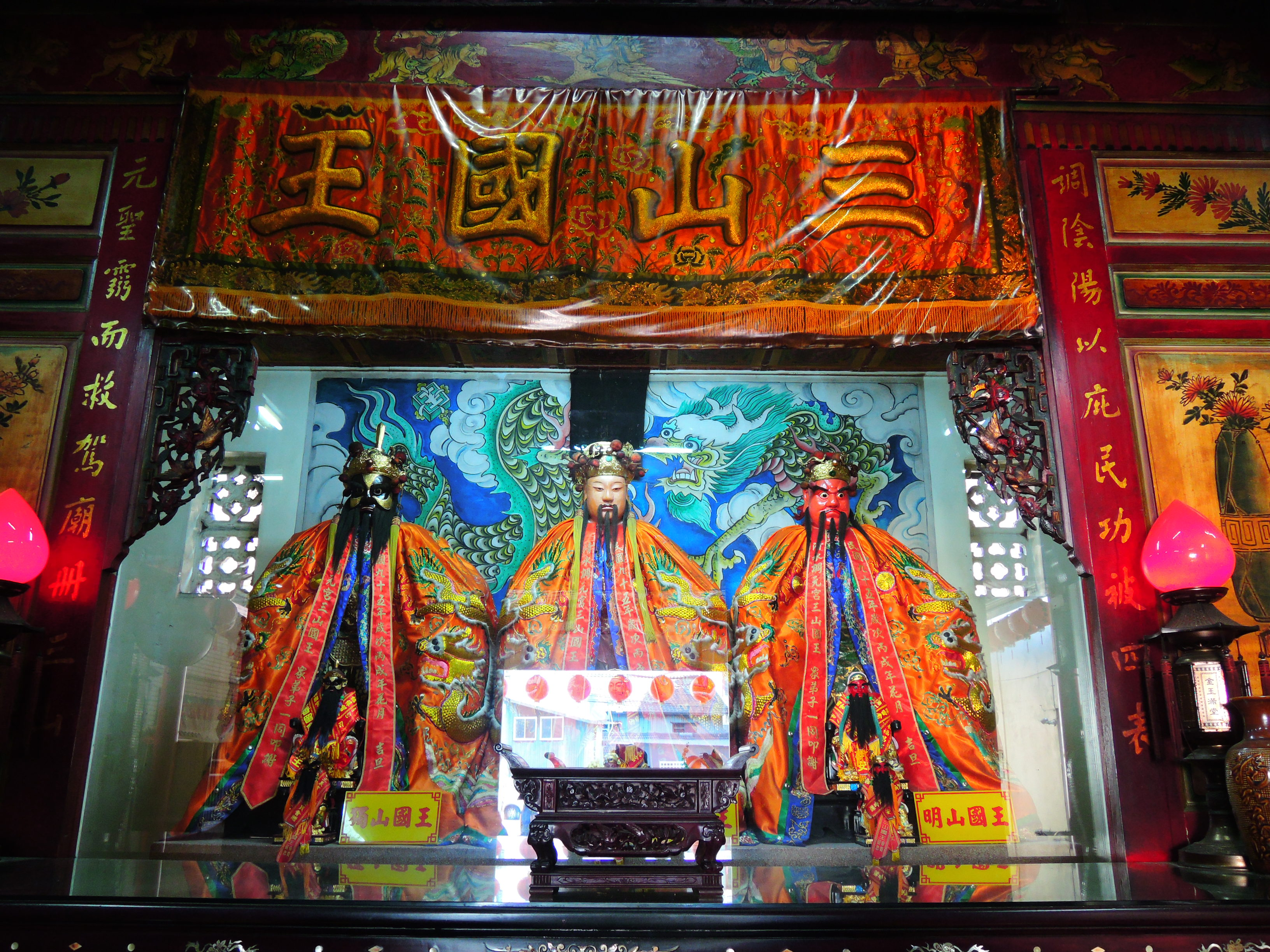
三山國王為潮州移民標誌性鄉土神信仰

臺灣三山國王信仰主要由來自廣東省潮州府移民攜入，早期研究普遍認為三山國王為客家人信仰，並一度認為是客家人特有神祇，但近年來田野調查分析，發現臺灣客家人口最多的桃園市，並無三山國王的大廟，而另一個客家人口很高的苗栗縣，也只有四座三山國王大廟，桃竹苗為臺灣客家人主要聚居的地區，只有廿一座三山國王大廟，在臺灣全島兩百餘間三山國王大廟中僅占百分之九，同樣有客家族群分佈的花東縱谷地區則連一間三山國王大廟都沒有，證明客家人不一定祭拜三山國王。
臺灣全島主祀三山國王大廟共有兩百三十一座，其中有潮汕人參與始建的就有一百六十座，佔百分之七十，由此證明三山國王為潮州府籍移民的鄉土神信仰。